# Isabel von Spanien

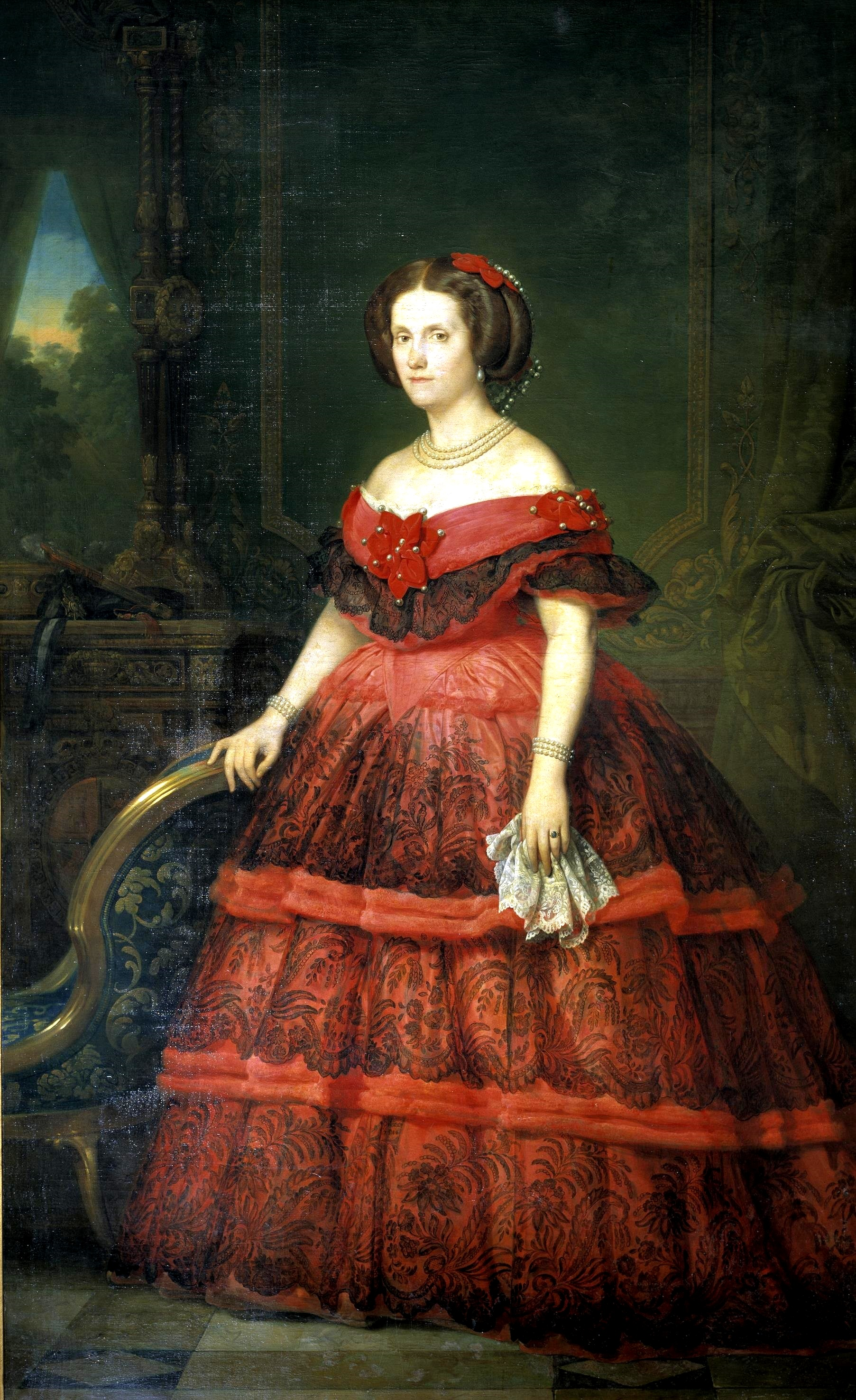
Isabella Ferdinanda de Bourbon

Isabella Ferdinanda de Bourbon (* 18. Mai 1821 in Madrid; † 9. Mai 1897 in Paris) war eine spanische Infantin.

## Leben
Isabella Ferdinanda de Bourbon war eine Tochter von Francisco de Paula de Bourbón, einem Sohn von König Karl IV., und der Prinzessin Luisa Carlota von Neapel-Sizilien.
Im Alter von 16 Jahren floh sie mit ihrem Reitlehrer Ignatius de Gurowski (1812–1888), einem polnischen Grafen und Bruder des Autors Adam de Gurowski (1805–1866) aus dem Pariser Internat Couvent des Oiseaux nach Brüssel – zum Entsetzen der belgischen Aristokratie. Das Paar heiratete 1841 in Dover, England, und lebte vorerst zurückgezogen in Brüssel.
Als ihr Bruder Franz von Assisi im Jahre 1846 seine Cousine, die spanische Königin Isabella II., heiratete, konnte der belgische Hochadel die Infantin Isabel nicht länger ignorieren. Ihre schillernden Auftritte sorgten aber immer wieder für Gesprächsstoff.
Als die belgische Königin Louise von Orléans, Gattin von König Leopold I. im Jahre 1850 starb, avancierte die Infantin Isabel zur ersten Dame am belgischen Königshof.
1854 kehrte sie mit ihrer Familie nach Spanien zurück.

## Nachkommen
Offiziell gebar Isabel de Bourbon acht Kinder. Inoffiziell sollen es neun Kinder gewesen sein. Eine Tochter, die offenbar um 1851/1852 geboren wurde, soll in einer belgischen Pflegefamilie zurückgelassen worden sein. Die Erwartung dieses Kindes soll für Unruhe gesorgt haben, sowohl am belgischen Königshof wie auch bei Ignatius de Gurowski, der behauptete, das Kind sei nicht von ihm, sondern von König Leopold I. 
Ab ihrem 8. Altersjahr wuchs dieses Mädchen u. a. im belgischen Chateau de Jannée auf, wo sie eine bevorzugte Erziehung genoss. Als sie 16 Jahre alt war, suchte der „Pflegevater“ den Kontakt zu ihren leiblichen Eltern – jedoch ohne Erfolg.
Die Kinder von Isabella Fernanda von Bourbon-Spanien:
- María Luisa Carlotta Isabel Gurowsky  y Bourbon (1842 in Brüssel-1877 in Madrid), mit Vicente Bertrán de Lis y Derret verheiratet, mit Nachkommen.
- Carlos Antonio Gurowsky y Bourbon (1846 in Brüssel- 1846 in Brüssel) starb vermutlich an einer Verrenkung in der Wirbelsäule.
- María Isabel Gurowsky y de Borbón (1847–1925) in erster Ehe mit Charles Allen-Perkins verheiratet mit Nachkommen. Nach dessen Tod heiratete sie José María Díaz-Martín y Torneria. Die zweite Ehe blieb Kinderlos.
- Fernando Gurowsky y de Borbón, I marqués de Bondad Real  (1848–1878), war nicht verheiratet.
- Carlos Gurowsky y de Borbón (1854–1856), starb im Kindesalter.
- Augusto Gurowsky y de Borbón (Madrid, 1855)
- Luis Gurowsky y de Borbón (Madrid, 1856)
- María Cristina Gurowsky y de Borbón (1858/1859-20. Jahrhundert)